# Fez (sombrero)

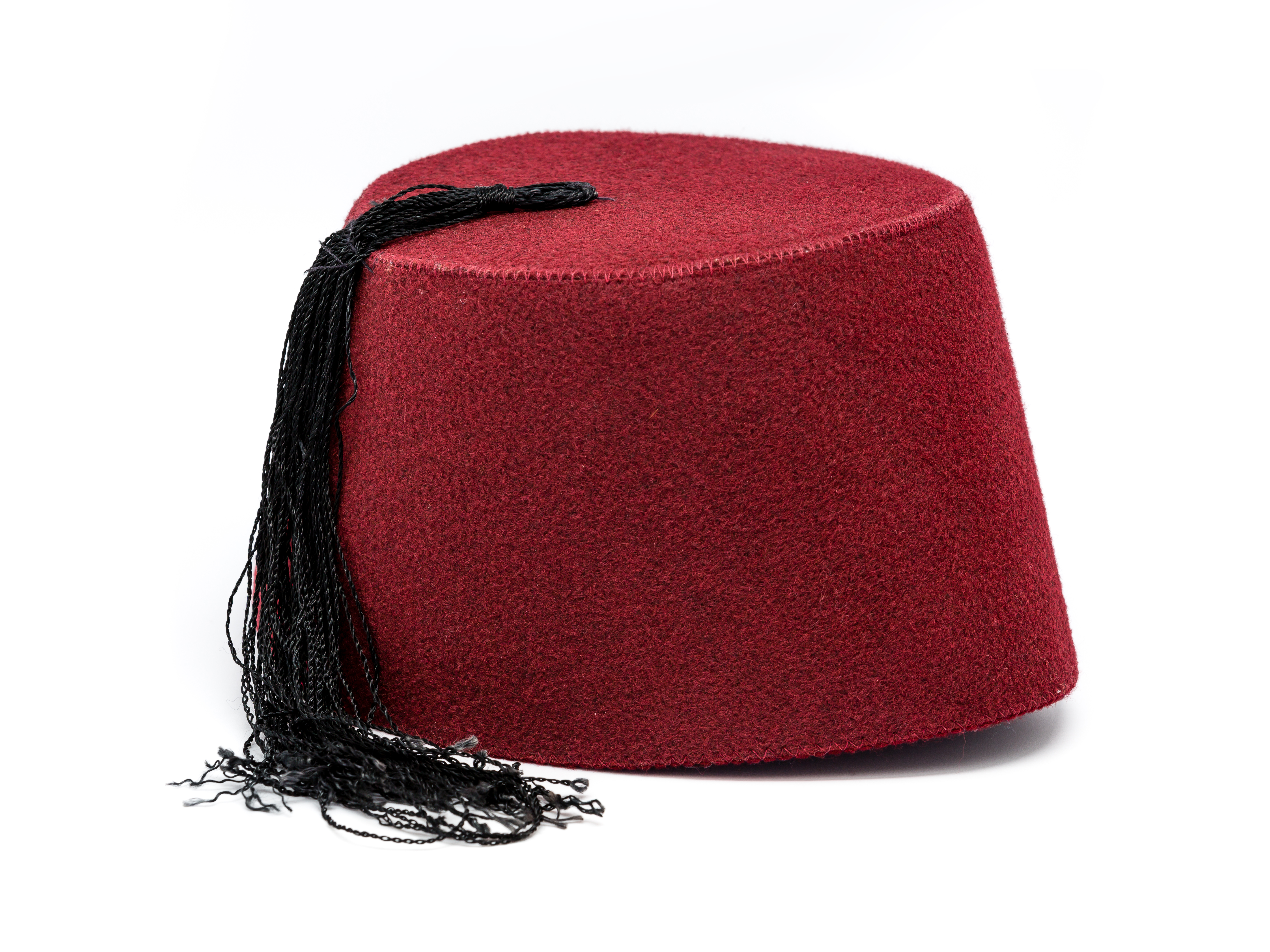
Un fez tradicional.

El fez o tarbush es un sombrero o gorro masculino extendido desde el siglo XIX por varios países, específicamente en Turquía y el Norte de África. El nombre proviene de la ciudad de Fez en Marruecos, donde se elaboró el tinte, hecho de bayas de color carmesí, que se utilizaba para teñir el gorro.

## Historia
El fez fue ideado por los musulmanes andalusíes de la ciudad de Fez (Marruecos) en el siglo XVII, como moda para la alta sociedad. Los artesanos que participaron en su diseño fueron los miembros más selectos de los zocos de la ciudad.

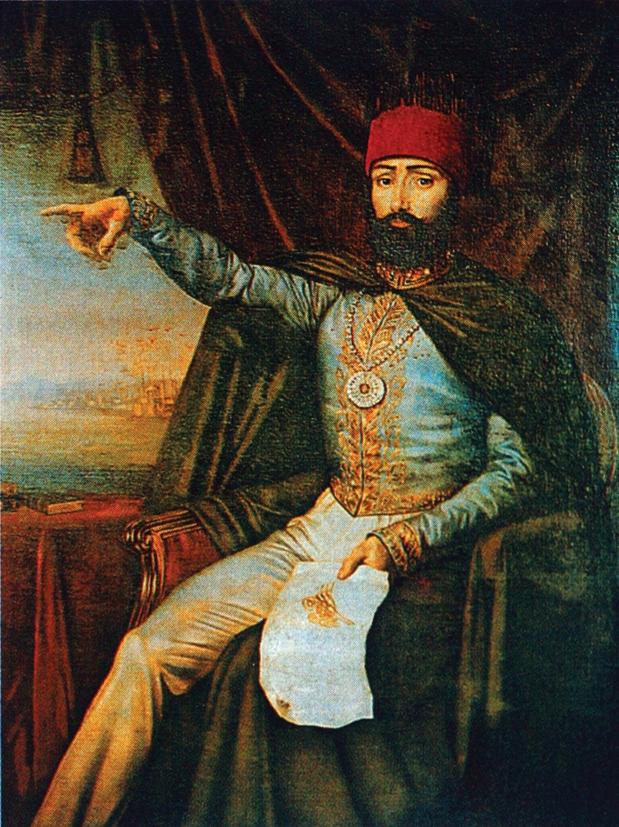
El sultán del Imperio otomano Mahmut II.

En 1826 el sultán del Imperio otomano Mahmut II suprimió a los jenízaros y comenzó con la reforma de los militares. Su ejército modernizado adoptó uniformes de estilo occidental y, como tocado, impuso el fez con un paño envuelto alrededor. En 1829 el sultán ordenó a sus funcionarios civiles llevar el fez. También prohibió el uso de turbantes.
La intención era forzar a la población a modernizarse con el fez y el plan fue todo un éxito. Esta fue una medida radicalmente igualitaria que sustituyó las complejas leyes suntuarias, que evocaban el rango, la religión y la ocupación, permitiendo prosperar modos no musulmanes para expresar su riqueza en competición con los musulmanes, presagiando las reformas Tanzimat. Aunque los comerciantes y artesanos en general rechazaron el fez, se convirtió en un símbolo de modernidad en todo el Cercano Oriente, inspirando decretos similares en otras naciones (como Irán en 1873).
Para satisfacer la creciente demanda, los mejores fabricantes de fez fueron inducidos a emigrar desde el norte de África a Estambul, donde se establecieron fábricas en el barrio de Eyüp. Los estilos pronto se multiplicaron, con matices de forma, altura, material y tonalidad, para competir en el mercado. Los llamativos colores escarlata y merlot de Fez se lograron imitar mediante un extracto del cornejo. 

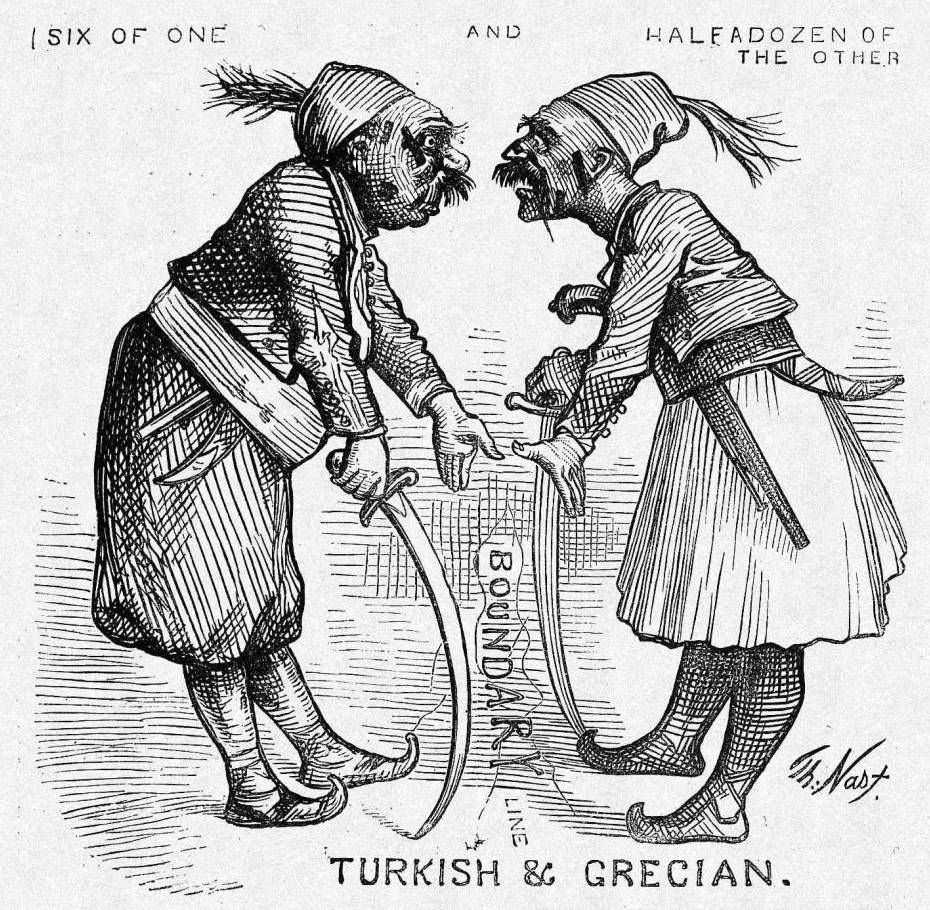
Contendientes de la guerra greco-turca portando el fez. Caricatura de la época.

Sin embargo, la invención de los tintes sintéticos de bajo coste desplazaron la producción del sombrero a las fábricas de Strakonice (en la actual República Checa, entonces en el Imperio austríaco). En 1908, la anexión de Bosnia-Herzegovina por Austria-Hungría originó un boicot a los productos austriacos que se conoció como el "Fez Boicot". Aunque el tocado pervivió, el boicot de un año trajo el final de su universalidad en el Imperio otomano y otros estilos se convirtieron en socialmente aceptables.
El fez, inicialmente un símbolo de modernidad otomano, con el tiempo llegó a ser visto como parte de una identidad cultural "oriental". Visto como exótico y romántico en Occidente, disfrutó de la moda como parte del traje de lujo. El fez se había convertido en tradicional, hasta el punto de que Mustafa Kemal Atatürk lo prohibió en Turquía en 1925, como parte de sus reformas modernizadoras. En su discurso atacando el vestido otomano como decadente, condenó el fez por ser "el modo de cubrirse la cabeza los griegos", los enemigos de la reciente guerra greco-turca. Desde 1925 el fez no forma parte de la indumentaria masculina turca.
En algunas sociedades filantrópicas o fraternas como la Orden Masónica, los Maestros Venerables usan un fez negro como símbolo de fraternidad

## Tipos

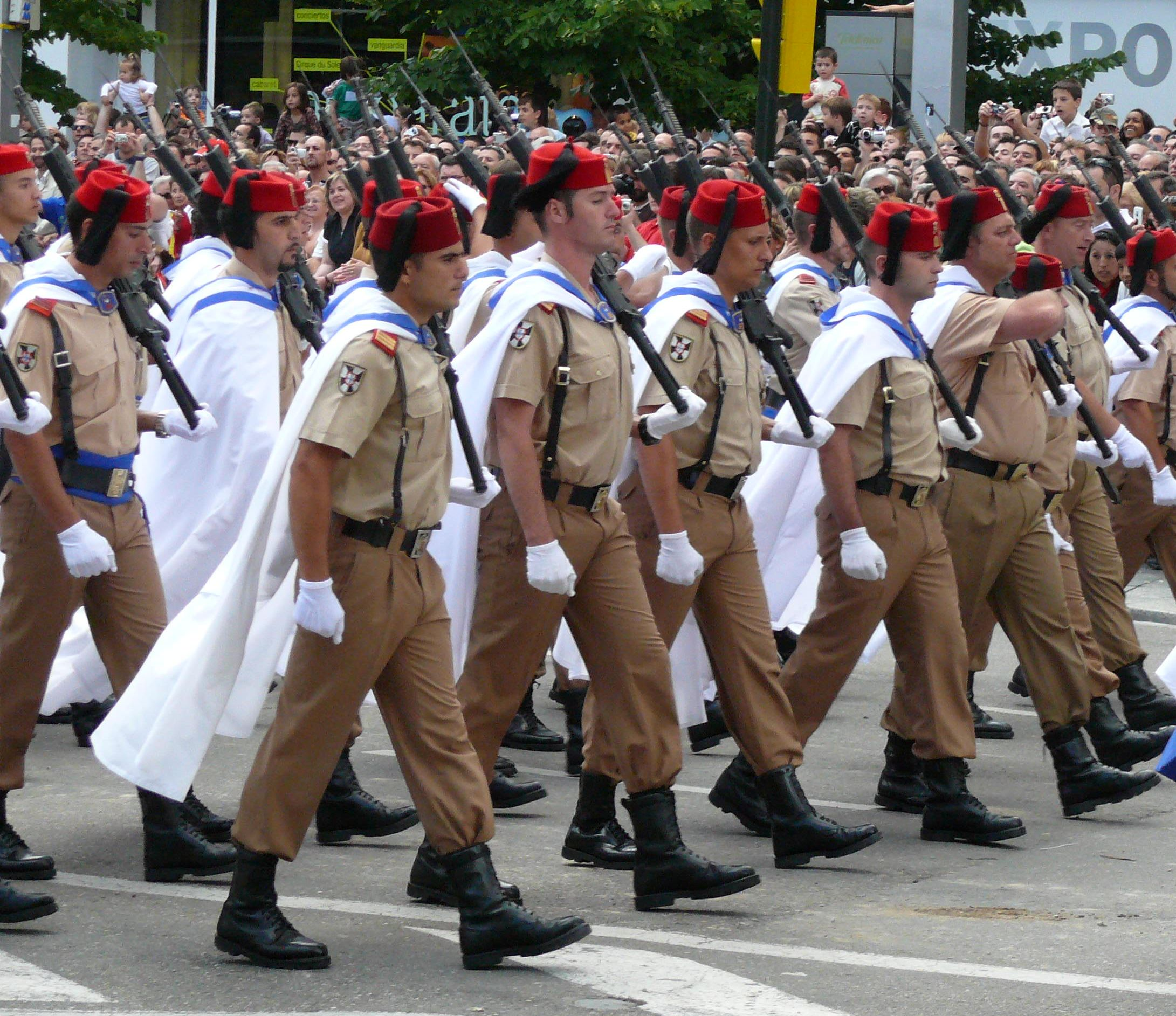
Regulares con el fez.

El fez de Túnez, uno de los más célebres, se compone de una malla hecha a mano con lana cardada e hilada por las mujeres en las casas de Ariana, barrio del norte de Túnez. Se impregna luego en aceite y se envía a el-Bathan, cerca de Tebourba, único taller de bataneros actualmente en funcionamiento. Las piezas se reenvían a Túnez para teñirlas de rojo (antes se hacía en Zaghouan) y cardarlas por segunda vez. Posteriormente se los estira y apresta con ayuda de prensas, que aún pueden verse en los talleres de algunos artesanos. Por último se pone la punta de lana donde va la borla y el nichan, marca de fábrica. En torno al fez hay toda una organización corporativa, monopolizada por los descendientes de emigrantes andalusíes expulsados de España en el siglo XVII, que introdujeron el fez en Túnez. Los maestros artesanos y los comerciantes del ramo formaban la aristocracia del suq. 
En la primera mitad del siglo XIX el fez era alto y ancho y se adornaba con una cinta de seda azul (cubito), que luego fue negra y se transformó, solo en ciertos modelos, en un largo penacho negro de hilos retorcidos. El tocado obtuvo un gran éxito, se exportó y se convirtió en símbolo del Magreb y buena parte de Oriente Próximo.
También es usado por los soldados del ejército español de la unidad de Regulares.
Posteriormente fue también adoptado junto con la camisa negra como parte de su indumentaria habitual por el fascismo italiano.

## Simbolismos
El fez fue un símbolo no sólo de afiliación otomana sino también de adherencia religiosa al islam. Fue también el principal adorno para la cabeza entre los cristianos y los judíos durante el imperio otomano. Los varones judíos usaban el fez y para denominarlo usaban el término árabe "Tarboush", en especial si hablaban árabe. El fez se adoptó al sur de Asia debido a sus vínculos con el imperio otomano.